# Roland Fischnaller (snowboard)
Pour les articles homonymes, voir Roland Fischnaller et Fischnaller.
Roland Fischnaller (né le 19 septembre 1980 à Brixen, dans la province de Bolzano, dans le Trentin-Haut-Adige) est un snowboardeur italien. Il est licencié au C.S. Esercito.

## Biographie
Actif depuis 1996, il a connu rapidement les podiums puisqu'il y monta pour la première fois à Berchtesgaden en 2001, lors d'une épreuve de Coupe du monde. Ses résultats les plus significatifs sont intervenus après 2010, année durant laquelle il gagne enfin une manche de Coupe du monde (à Limone Piemonte).
Il remporte en 2015 le titre de champion du monde de slalom parallèle.

## Palmarès

### Jeux olympiques d'hiver
- 2002 à Salt Lake City : 19e du slalom géant parallèle
- 2006 à Turin : 13e du slalom géant parallèle
- 2010 à Vancouver : 18e du slalom géant parallèle
- 2014 à Sotchi : 8e du slalom parallèle et 18e du slalom géant parallèle
- 2018 à PyeongChang : 7e du slalom géant parallèle

### Championnats du monde
- 2011 :
  -  Médaillé de bronze au slalom géant parallèle.
- 2013 :
  -  Médaillé d'argent au slalom géant parallèle.
  -  Médaillé de bronze au slalom parallèle.
- 2015 :
  -  Médaillé d'or au slalom parallèle.
- 2019 :
  -  Médaillé d'argent au slalom parallèle.
- 2021 :
  -  Médaillé d'argent au slalom géant parallèle.
- 2025 :
  -  Médaillé d'or au slalom géant parallèle.

### Coupe du monde
- 1 gros globe de cristal :
  - Vainqueur du classement parallèle en 2020.
- 6 petits globe de cristal :
  - Vainqueur du classement slalom géant parallèle en 2020, 2021 et 2023.
  - Vainqueur du classement slalom parallèle en 2013, 2016 et en 2018.
- 52 podiums dont 22 victoires.

#### Détails des victoires
| Épreuve / Édition | Slalom parallèle             | Slalom géant parallèle                |
| ----------------- | ---------------------------- | ------------------------------------- |
| 2010-2011         | Limone Piemonte Moscou       |                                       |
| 2011-2012         | Landgraaf Bad Gastein Moscou | Carezza Valteline                     |
| 2012-2013         |                              | Rogla                                 |
| 2014-2015         | Montafon Winterberg          | Carezza                               |
| 2015-2016         | Moscou                       |                                       |
| 2017-2018         | Cortina d'Ampezzo Winterberg |                                       |
| 2018-2019         |                              | Cortina d'Ampezzo                     |
| 2019-2020         |                              | Bannoïe Cortina d'Ampezzo Pyeongchang |
| 2020-2021         |                              | Cortina d'Ampezzo                     |
| 2022-2023         |                              | Carezza Rogla                         |
| 2024-2025         |                              | Krynica-Zdrój                         |